# Сенді Волш
Сенді Волш (нід. Sandy Walsh, нар. 14 березня 1995, Брюссель) — індонезійський та нідерландський футболіст, захисник бельгійського клубу «Мехелен».
Виступав, зокрема, за клуб «Генк», а також національну збірну Індонезії.

## Клубна кар'єра
Народився 14 березня 1995 року в місті Брюссель. Розпочинав займатись футболом у невеликих клубах «Темпо Оверейсе» та «Хуіларт», перш ніж приєднатися до академії «Андерлехта» у 2003 році, де він залишався до 2011 року, приєднався до «Генка».
2 вересня 2012 року в матчі проти «Андерлехта» (2:2) він дебютував у Жюпіле-лізі у складі «Генка». У своєму дебютному сезоні Сенді допоміг «Генку» виграти Кубок Бельгії. 29 травня 2016 року у поєдинку проти «Шарлеруа» Волш забив свій перший гол за команду. Загалом у рідній команді провів п'ять сезонів, взявши участь у 40 матчах чемпіонату.
Влітку 2017 року Сенді перейшов у «Зюлте-Варегем». 5 серпня в матчі проти «Сент-Трюйдена» він дебютував за нову команду. 17 вересня в поєдинку проти «Мускрон-Перювельз» Волш забив свій перший гол за «Зюлте-Варегем». Його контракт закінчувався в червні 2020 року, після чого він покинув клуб на правах вільного трансферу.
У жовтні 2020 року він перебрався в інший бельгійський клуб «Мехелен». Він дебютував за клуб 31 жовтня 2020 року у виїзному матчі проти «Брюгге» (2:2). Станом на 28 січня 2024 року відіграв за команду з Мехелена 107 матчів в національному чемпіонаті.

## Виступи за збірні

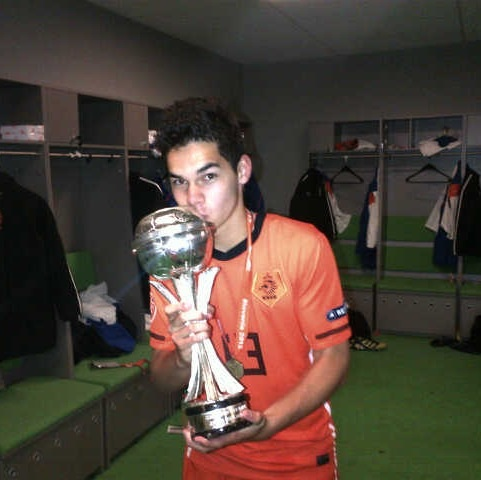
Волш з трофеєм юнацького чемпіонату Європи. 2012 рік.

2012 року у складі юнацької збірної Нідерландів (U-17) виграв юнацький чемпіонат Європи у Словенії. На турнірі він зіграв у матчі проти Словенії.
Волш народився в Бельгії в сім'ї ірландця, який народився в Англії, і індонезійки, яка народилася в Швейцарії та виросла в Нідерландах. Тому він мав право представляти усі ці збірні на дорослому рівні.
17 листопада 2022 року Волш офіційно отримав громадянство Індонезії. 27 травня 2023 року Волш отримав виклик до національної збірної Індонезії на товариські матчі проти Палестини та Аргентини, однак не зміг зіграти в обох матчах, оскільки отримав травму під час тренування.
29 серпня 2023 року Волш отримав черговий виклик до національної збірної на товариський матч проти Туркменістану, де і дебютував проти цієї команди, допомігши своїйкоманді виграти 2:0.
Згодом у складі збірної був учасником Кубка Азії 2023 року у Катарі, де 24 січня 2024 року Волш забив свій дебютний гол у компенсований час у матчі групового етапу проти Японії (1:3).

## Досягнення
- Володар Кубка Бельгії: 2012/13
- Володар Суперкубка Бельгії: 2011/12
- Чемпіонат Європи (U-17): 2012[12]